# Korisliiga 2019-20
La temporada 2019-2020 de la Korisliiga fue la edición número 80 de la Korisliiga, el primer nivel de baloncesto en Finlandia. Kauhajoen Karhu fueron los campeones defensores.  La temporada regular cuádruple comenzó el 27 de septiembre de 2019 y estaba programada para finalizar el 7 de abril de 2020, pero la temporada se suspendió el 12 de marzo de 2020 debido a la pandemia de coronavirus.

## Formato
Los doce equipos jugarían cuatro partidos contra cada uno de los otros equipos para un total de 44 partidos. Los ocho equipos mejor calificados se unirían a los playoffs, el undécimo clasificado jugaría un playoff de descenso al mejor de tres contra los subcampeones de la Primera División y el último equipo sería relegado directamente. Sin embargo, la liga terminó sin terminar la temporada regular.

## Equipos
Lahti ascendió como campeón de la Primera División.
| Equipo            | Ciudad       | Pabellón                   |
| ----------------- | ------------ | -------------------------- |
| Helsinki Seagulls | Helsinki     | Töölö Sports Hall          |
| Kataja            | Joensuu      | LähiTapiola Areena         |
| Karhu             | Kauhajoki    | Kauhajoen Yhteiskoulu      |
| Kobrat            | Lapua        | Lapuan Urheilutalo         |
| Korihait          | Uusikaupunki | Pohitullin Sports Hall     |
| Kouvot            | Kouvola      | Mansikka-Ahon Urheiluhalli |
| KTP               | Kotka        | Steveco-Areena             |
| Lahti             | Lahti        | Energia Areena             |
| Nokia             | Nokia        | Nokian Palloiluhalli       |
| Pyrintö           | Tampere      | Pyynikin Palloiluhalli     |
| Salon Vilpas      | Salo         | Salohalli                  |
| Ura eGameStars    | Kaarina      | Kupittaan palloiluhalli    |

## Temporada regular

### Clasificación
| Pos. | Equipo            | PJ | G  | P  | PF   | PC   | DP   | Pts | Clasificación                            |
| ---- | ----------------- | -- | -- | -- | ---- | ---- | ---- | --- | ---------------------------------------- |
| 1    | Salon Vilpas      | 36 | 30 | 6  | 3356 | 2840 | +516 | 60  | Clasificado para playoffs                |
| 2    | Helsinki Seagulls | 36 | 30 | 6  | 3338 | 2860 | +478 | 60  | Clasificado para playoffs                |
| 3    | Karhu             | 37 | 28 | 9  | 3250 | 2904 | +346 | 56  | Clasificado para playoffs                |
| 4    | KTP               | 36 | 19 | 17 | 3246 | 3158 | +88  | 38  | Clasificado para playoffs                |
| 5    | Pyrintö           | 37 | 19 | 18 | 3358 | 3385 | −27  | 38  | Clasificado para playoffs                |
| 6    | Nokia             | 37 | 18 | 19 | 3141 | 3114 | +27  | 36  | Clasificado para playoffs                |
| 7    | Kataja            | 36 | 17 | 19 | 3070 | 3100 | −30  | 34  | Clasificado para playoffs                |
| 8    | Kouvot            | 36 | 15 | 21 | 3048 | 3085 | −37  | 30  | Clasificado para playoffs                |
| 9    | Lahti             | 36 | 12 | 24 | 3011 | 3179 | −168 | 24  |                                          |
| 10   | Ura eGameStars    | 36 | 12 | 24 | 3027 | 3377 | −350 | 24  |                                          |
| 11   | Kobrat            | 36 | 11 | 25 | 2965 | 3248 | −283 | 22  | Clasificado para playoffs de permanencia |
| 12   | Korihait          | 37 | 7  | 30 | 2914 | 3474 | −560 | 14  | Descendido a Primera División            |

 Fuente: Korisliiga

### Resultados
| Local \ Visitante | HEL    | KAU    | KAT    | KOB    | KOR    | KOU    | KTP    | LAH     | NOK    | PYR    | VIL    | URA    |
| ----------------- | ------ | ------ | ------ | ------ | ------ | ------ | ------ | ------- | ------ | ------ | ------ | ------ |
| Helsinki Seagulls | —      | 72–66  | 89–80  | 94–64  | 109–75 | 98–63  | 76–75  | 80–64   | 102–83 | 103–89 | 111–76 | 97–80  |
| Karhu             | 93–100 | —      | 89–74  | 86–64  | 81–69  | 96–79  | 95–71  | 84–92   | 94–102 | 79–75  | 70–69  | 93–72  |
| Kataja            | 99–106 | 80–106 | —      | 91–67  | 95–77  | 95–86  | 91–86  | 62–82   | 79–72  | 88–73  | 76–78  | 97–72  |
| Kobrat            | 70–96  | 81–96  | 82–94  | —      | 88–89  | 88–77  | 90–80  | 79–99   | 80–81  | 97–92  | 90–84  | 102–85 |
| Korihait          | 68–108 | 79–81  | 69–84  | 88–94  | —      | 88–75  | 71–106 | 66–87   | 55–91  | 94–96  | 63–95  | 89–108 |
| Kouvot            | 81–71  | 75–87  | 84–88  | 96–81  | 108–75 | —      | 98–86  | 84–83   | 79–86  | 102–86 | 59–69  | 97–82  |
| KTP               | 101–85 | 88–93  | 100–82 | 109–97 | 99–84  | 98–71  | —      | 94–85   | 97–79  | 104–96 | 78–89  | 100–72 |
| Lahti             | 84–90  | 75–84  | 86–69  | 81–92  | 106–73 | 95–104 | 95–98  | —       | 71–87  | 84–88  | 91–99  | 84–81  |
| Nokia             | 83–90  | 81–72  | 102–94 | 98–69  | 88–82  | 68–77  | 72–85  | 94–81   | —      | 91–97  | 73–83  | 100–84 |
| Pyrintö           | 91–105 | 86–73  | 99–102 | 105–88 | 87–78  | 69–94  | 103–99 | 115–104 | 110–90 | —      | 85–96  | 119–77 |
| Salon Vilpas      | 100–88 | 82–68  | 97–65  | 105–91 | 92–77  | 95–77  | 88–90  | 89–84   | 77–74  | 99–77  | —      | 100–76 |
| Ura eGameStars    | 82–97  | 83–117 | 85–73  | 117–93 | 77–92  | 99–89  | 82–77  | 102–98  | 92–76  | 83–86  | 92–87  | —      |

| Local \ Visitante | HEL    | KAU   | KAT    | KOB   | KOR    | KOU    | KTP   | LAH    | NOK    | PYR    | VIL    | URA    |
| ----------------- | ------ | ----- | ------ | ----- | ------ | ------ | ----- | ------ | ------ | ------ | ------ | ------ |
| Helsinki Seagulls | —      |       | 97–74  |       |        | 97–88  | 97–79 | 91–72  | 113–76 | 104–72 |        | 96–86  |
| Karhu             | 91–71  | —     |        | 86–70 | 92–76  | 94–86  | 88–75 | 88–67  | 88–76  |        |        |        |
| Kataja            | 71–85  | 89–95 | —      |       |        |        |       | 91–86  | 89–86  | 99–82  | 89–88  | 102–81 |
| Kobrat            | 72–87  | 71–89 |        | —     | 105–79 |        | 75–86 | 77–90  | 65–81  |        | 84–107 | 82–68  |
| Korihait          | 70–104 |       | 90–87  | 82–94 | —      | 78–99  | 91–82 |        | 71–102 | 98–75  |        | 83–96  |
| Kouvot            | 66–85  |       | 81–73  | 92–70 | 86–88  | —      | 85–95 |        | 75–94  | 85–84  |        |        |
| KTP               | 101–85 | 89–95 | 84–80  | 88–94 |        |        | —     |        | 78–101 | 102–77 | 92–129 | 113–78 |
| Lahti             | 95–82  | 60–99 |        |       | 86–81  | 73–100 |       | —      | 77–75  |        | 75–111 |        |
| Nokia             |        | 63–87 | 89–84  |       |        |        | 77–86 | 90–88  | —      | 93–97  | 77–84  | 90–82  |
| Pyrintö           |        | 92–90 | 82–104 | 86–84 | 98–78  | 101–94 |       | 101–65 |        | —      | 75–89  | 127–88 |
| Salon Vilpas      | 81–62  | 90–72 | 87–80  |       | 115–65 | 93–82  | 97–76 | 106–85 |        |        | —      |        |
| Ura eGameStars    |        | 80–93 |        | 84–75 | 98–83  | 77–74  |       | 73–81  |        | 82–85  | 71–130 | —      |